# Аврам Буначију
Аврам Буначију (11. новембар 1909, Гурба - 28. април 1983, Букурешт) био је румунски комунистички правник и политичар. Од 1958. до 1961. био је министар спољашњих послова Румуније, а 1965. био је предсједник Државног вијећа, све до доласка Чаушескуа на то место.